# Ethnologe
Ethnologen (auch: Sozial- und Kulturanthropologen oder Völkerkundler) betreiben systematische Sozial- und Kulturwissenschaft über die Vielfalt menschlicher Lebensweisen aus einer sowohl gegenwartsbezogenen als auch historisch verankerten Perspektive. Neben dem ursprünglichen Fokus von Ethnologen auf ethnische Gruppen und indigene Völker steht heute im Mittelpunkt ihrer Feldforschungen die Kultur unterschiedlichster sozialer Gruppen und Entitäten (so z. B. auch Institutionen und Organisationen). Arbeitsbereiche von Ethnologen sind u. a. die Wirtschaftsethnologie, Ethnosoziologie, Politikethnologie, Religionsethnologie, Rechtsethnologie, Medizinethnologie und die Musikethnologie.
Die Berufs- und Tätigkeitsbezeichnung für Ethnologen ist nicht einheitlich, so wurden sie früher auch Ethnographen genannt („Völkerbeschreiber“). Üblich ist heute auch die Bezeichnung als Sozial- und Kulturanthropologen, in Anlehnung an die britische Fachbezeichnung der Sozialanthropologie und die in den USA übliche Bezeichnung der Kulturanthropologie. Als Kulturanthropologen werden in Europa des Weiteren Volkskundler verstanden, die Fachvertreter der Europäischen Ethnologie sind.
Lange befassten sich Ethnologen vorwiegend mit außereuropäischen, vorindustriellen Völkern. Mittlerweile hat sich das Arbeitsfeld der Ethnologie allgemein erweitert auf die Gesamtheit kultureller und interkultureller Lebensweisen innerhalb von, beziehungsweise zwischen, sozialen Gruppen, so etwa auch in modernen Industriegesellschaften, in städtischen Räumen oder in Zusammenhang mit Migration. Ethnologische Forschung und Tätigkeit sind heute weder auf Gegenwart oder Vergangenheit, noch auf bestimmte Gebiete der Welt beschränkt (siehe Liste regionaler Ethnologie).

## Tätigkeitsbereiche
Für Ethnologen bieten sich vor allem folgende Arbeitsmöglichkeiten:
- an Hochschulen in der Lehre und Forschung
- in Museen und Sammlungen
- in Bibliotheken
- im Auswärtigen Dienst
- in der Regional- und Landesplanung
- im Kulturgüterschutz
- im Einsatz für Asylsuchende
- in der Entwicklungszusammenarbeit
- bei Hilfswerken und Nichtregierungsorganisationen (NGOs)
- in den Massenmedien
- in der Touristik

## Ausbildung
Die Ethnologie (heute auch Sozial- und Kulturanthropologie) wird seit Ende des 19. Jahrhunderts als eigenständiges Fach an Universitäten gelehrt, zunächst in Deutschland als Völkerkunde, dann in Großbritannien als social anthropology und schließlich in den USA als cultural anthropology. Im angelsächsischen Sprachraum gilt sie als Teilgebiet der Anthropologie – im kontinentalen Europa wird diese eher als eine Naturwissenschaft (physische Anthropologie) und als Teilbereich ethnologischer Feldforschung verstanden.
Die Ausbildung zum Ethnologen bieten viele Hochschulen an, in unterschiedlichen Bereichen und mit verschiedenen Bezeichnungen, zumeist mit einem Abschluss als Bachelor (3 Jahre) oder Master (2 Jahre). Zum Studium gehören in der Regel auch praxisorientierte Studienteile (Praktika), oft wird als Abschlussarbeit eine Feldforschung in einer anderen Kultur oder auch im heimischen Kontext erwartet. Inhalte der Ausbildung sind vor allem:
- Ausprägungen und Heterogenität kultureller Formen
- Strukturen menschlicher Gesellschaften
- historische Bedingtheit sozialer und kultureller Phänomene
- Produkte kulturellen Schaffens: Kunst und Medien
- Beziehungen zwischen Kulturen
- kultureller und sozialer Wandel
- Geschichte, Theorien und Methoden des Fachs

### Deutschland
Die Deutsche Gesellschaft für Sozial- und Kulturanthropologie (DGSKA) listet 2019 folgende Studiengänge:
1. Universität Bayreuth: Ethnologie (Bachelor/Master) · Kultur und Gesellschaft Afrikas (Bachelor/Master) · Kultur- und Sozialanthropologie (Master)
2. Freie Universität Berlin: Sozial- und Kulturanthropologie (Bachelor/Master) · Interdisziplinäre Lateinamerikastudien (Master)
3. Ruhr-Universität Bochum: Sozialwissenschaft (Bachelor/Master) · Kultur, Individuum und Gesellschaft (Bachelor)
4. Rheinische Friedrich-Wilhelms-Universität Bonn: Lateinamerika- und Altamerikastudien (Bachelor) · Altamerikanistik und Ethnologie (Bachelor/Master) · Kulturstudien zu Lateinamerika / Estudios Culturales de América Latina (Master)
5. Universität Bremen: Kulturwissenschaft (Bachelor) · Transkulturelle Studien (Master)
6. Europa-Universität Viadrina Frankfurt (Oder): Vergleichende Kultur- und Sozialanthropologie (Bachelor/Master)
7. Johann Wolfgang Goethe-Universität Frankfurt am Main: Ethnologie (Bachelor / Master ab Winter 2014)
8. Albert-Ludwigs-Universität Freiburg: Ethnologie (Bachelor/Master)
9. Georg-August-Universität Göttingen: Ethnologie (Bachelor/Master)
10. Martin-Luther-Universität Halle-Wittenberg: Ethnologie (Bachelor/Master)
11. Universität Hamburg: Ethnologie (Bachelor/Master)
12. Ruprecht-Karls-Universität Heidelberg: Ethnologie (Bachelor/Master) · Health and Society in South Asia (Master) · Transcultural Studies (Master) · Südasienstudien (Bachelor/Master) · Geschichte Südasiens (Bachelor) · Kultur- und Religionsgeschichte Südasiens (Bachelor/Master) · Health and Society in South Asia (Master)
13. Universität Koblenz-Landau: Kulturwissenschaft (Bachelor/Master)
14. Universität zu Köln: Ethnologie (Bachelor/Master) · Culture and Environment in Africa (Master) · Interkulturelle Kommunikation und Bildung (Master)
15. Universität Konstanz, Lehrstuhl für Ethnologie und Kulturanthropologie: Soziologie (Bachelor/Master)
16. Universität Leipzig: Ethnologie (Bachelor/Master)
17. Johannes Gutenberg-Universität Mainz: Ethnologie (Bachelor/Master)
18. Philipps-Universität Marburg: Vergleichende Kultur- und Religionswissenschaft (Bachelor) · Kultur- und Sozialanthropologie (Master)
19. Ludwig-Maximilians-Universität München: Ethnologie (Bachelor/Master)
20. Westfälische Wilhelms-Universität Münster: Kultur- und Sozialanthropologie (Bachelor) · Social Anthropology (Master)
21. Universität Trier: Soziologie (Bachelor) · Sozialwissenschaften (Bachelor)
22. Eberhard Karls Universität Tübingen: Ethnologie (Bachelor/Master) · Social and Cultural Anthropology (Master)

### Österreich
Nur die Universität Wien bietet einen Studiengang:
- Universität Wien: Kultur- und Sozialanthropologie (Bachelor/Master)

### Schweiz
Die Deutsche Gesellschaft für Sozial- und Kulturanthropologie listet auch Schweizer Studiengänge:
1. Universität Basel: Ethnologie (Bachelor/Master) · African Studies (Master)
2. Universität Bern: Sozialanthropologie (Bachelor/Master) · Anthropologie des Transnationalismus und des Staates (Master)
3. Universität Freiburg: Gesellschafts-, Kultur- und Religionswissenschaften (Bachelor)
4. Universität Genf: Études du développement (Master)
5. Universität Luzern: Ethnologie (Bachelor/Master)
6. Universität Neuenburg: Ethnologie (Bachelor) · Ethnologie und Biologie (Bachelor) · Sciences humaines et sociales, orientation anthropologie (Master)
7. Universität Zürich: Ethnologie (Bachelor/Master)